# Cartoonito (Francia)
Cartoonito è un canale televisivo a pagamento francese rivolto a bambini in età prescolare.

## Storia
In Francia, Cartoonito è già stato presente come blocco di programmazione su Boing dal 3 settembre 2011 al 5 luglio 2013.
Nel maggio 2021 è stato annunciato che il canale sarebbe tornato in onda in Francia verso la primavera del 2022, tramite HBO Max.
Il 2 febbraio 2023 è stato annunciato che la versione francese di Boing sarebbe stata sostituita da quella di Cartoonito il 3 aprile seguente.

## Programmazione
- Baby Looney Tunes
- Bugs Bunny costruzioni
- Batwheels
- Ella tra le stelle
- Kingdom Force
- Lucas the Spider
- Go Jetters
- Talpis
- Il trenino Thomas - Grandi avventure insieme
- Vera e il Regno dell'arcobaleno